# Neptis formosanella
Neptis formosanella är en fjärilsart som beskrevs av Matsumura 1929. Neptis formosanella ingår i släktet Neptis och familjen praktfjärilar. Inga underarter finns listade i Catalogue of Life.